# 웨스트 윙 (드라마)

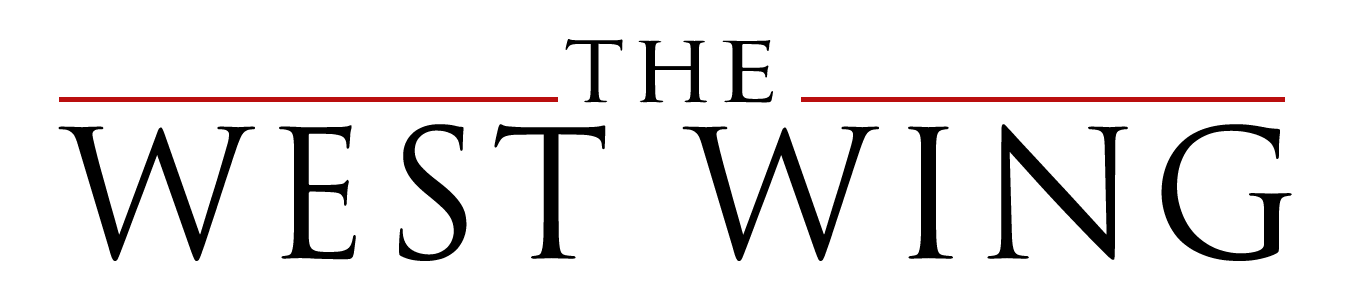

웨스트 윙(The West Wing)은 미국 NBC에서 방영된 드라마로 에런 소킨이 제작하였다. 1999년부터 2006년까지 방영했었다. 대통령 집무실인 오벌오피스, 보좌관들 사무실이 있는 백악관의 웨스트 윙이 배경이며, 가상 민주당 대통령 바틀렛 집권기를 다루고 있다.
2000년~2003년까지 4년 연속 '에미상 최우수 TV 드라마 시리즈상'을 수상했고 주연급 배우들이 차례로 '에미상 TV부문 주연상과 조연상'을 연이어 받은 것으로 유명하다.

## 주요 출연진
| 배우            | 배역                             | 직책                                                                                              | 기타                                                                  |
| --------------- | -------------------------------- | ------------------------------------------------------------------------------------------------- | --------------------------------------------------------------------- |
| 스토커드 채닝   | 애비게일 앤 "애비" 배링턴 바틀렛 | 미합중국 영부인                                                                                   | 심장수술 전문 의사 (박사)                                             |
| 둘레 힐         | 찰스 "찰리" 영                   | 대통령 수행 비서 (Seasons 1–6)                                                                    | 영애(令愛)인 조이와 사귀며 그로 말미암아 백인 우월주의 단체 암살 대상 |
| 앨리슨 제니     | 클로디아 진 "C.J." 크랙          | 백악관 대변인 (Seasons 1–6), 백악관 비서실장 (Seasons 6–7)                                        |                                                                       |
| 모이라 켈리     | 매들린 "맨디" 햄프턴             | 백악관 미디어 컨설턴트 (Season 1)                                                                 |                                                                       |
| 로브 로         | 새뮤얼 노먼"샘" 시본             | 백악관 공보실 차장 (Seasons 1–4)                                                                  |                                                                       |
| 재널 몰로니     | 도나텔라 "도나" 모스             | 조시 라이먼의 비서 (Seasons 1–6), 러셀/산토스 진영 대변인 (Seasons 6–7)                           |                                                                       |
| 리처드 시프     | 토비어스 재커리 "토비" 지글러    | 백악관 공보국장                                                                                   |                                                                       |
| 마틴 신         | 조사이어 "제드" 바틀렛           | 미합중국 대통령                                                                                   | 노벨 경제학상을 수상한 경제학자, 다발성 경화증을 앓고 있음            |
| 존 스펜서       | 리오 토머스 맥게리               | 백악관 비서실장 (Seasons 1–6), 대통령 자문위원 (Season 6)/민주당 부통령 후보 (Season 7)           | 배우가 촬영 중 사망함                                                 |
| 브래들리 휫퍼드 | 조슈아 "조시" 라이먼             | 백악관 비서실 차장 (Seasons 1–6), 산토스 후보 진영 관리자 (Seasons 6–7)                           |                                                                       |
| 지미 스미츠     | 매슈 빈센트 "맷" 산토스          | 텍사스주 하원 의원 (Season 6), 민주당 대통령 후보 (Seasons 6–7), 차기 미합중국 대통령 (Seasons 7) | 히스페닉계 최초 대통령 후보                                           |
| 앨런 알다       | 아널드 비닉                      | 캘리포니아주 상원 의원 (Season 6), 공화당 대통령 후보 (Seasons 6–7)                               |                                                                       |